# (4444) Escher
(4444) Escher ist ein Hauptgürtelasteroid, der am 16. September 1985 von Hans Ulrik Nørgaard-Nielsen, Leif Hansen und Per Rex Christensen von der Europäischen Südsternwarte in Chile aus entdeckt wurde.
Der Asteroid wurde am 13. April 2006 nach dem niederländischen Graphiker und Künstler M. C. Escher (1898–1972) benannt, der vor allem durch seine Darstellung unmöglicher Figuren bekannt wurde.
Der Asteroid ist Teil der Vesta-Familie, einer großen Gruppe von Asteroiden, benannt nach (4) Vesta, dem zweitgrößten Asteroiden und drittgrößten Himmelskörper des Hauptgürtels.